# Anna Joachimsthal-Schwabe
Anna Joachimsthal-Schwabe (geboren als Anna Minna Schwabe 8. Juli 1892 in Varel; gestorben 2. Februar 1937 in Berlin) war eine deutsche Lyrikerin. Sie prägte seit Beginn der 1920er Jahre die jüdische Literaturszene in Dresden.

## Leben
Anna Schwabe war die Tochter des jüdischen Kaufmannes Robert Moses Schwabe, der bis zu seinem Tod im Mai 1917 ein Textilkaufhaus in Varel, Neue Straße 1, betrieb. Ihre Mutter Elisabeth (auch: Elisabetha) Schwabe, geborene Landau, war die Tochter einer jüdischen Bankiersfamilie aus Bingen. Anna heiratete am 3. November 1913 den aus Dresden stammenden jüdischen Kaufmann Hans Joachimsthal, geboren am 21. Juni 1886. Das Ehepaar wählte nach der Heirat Dresden als Lebensmittelpunkt, dort wurden 1914 und 1916 ihre Töchter Ruth und Erika geboren.
In Dresden war sie in der jüdischen Gemeinde aktiv, wo auch ihre lyrische Begabung bekannt wurde. Anna Joachimsthal-Schwabe prägte seit Beginn der 1920er Jahre die jüdische Literaturszene in Dresden: 1922 begann sie in ihrer Wohnung Bergstraße 34 (später Bayreuther Straße 34) künstlerische Abende zu veranstalten. Sie rezitierte dabei eigene Gedichte und schuf die Möglichkeit für andere junge Künstler, sich öffentlich vorzustellen. Zu diesen gehörten u. a. Kurt Heynicke, Walter Georg Hartmann, Hans Carossa und Paula Ludwig. 1931 erkrankte sie und musste ihre öffentlichen Aktivitäten immer mehr einschränken, gleichwohl gab es bis zur Machtergreifung der Nationalsozialisten diese sehr gut besuchten öffentlichen Dichterabende. 
Ihre eigene schriftstellerische Begabung stellte sie in den Hintergrund: Obwohl sie immer wieder um die Herausgabe eines Gedichtbandes gebeten wurde, sich Anhänger ihrer Lyrik mit abgeschriebenen Kopien behalfen, erschien erst 1935 im „Gemeindeblatt der Israelitischen Religionsgemeinde Dresden“ erstmals ein Gedicht von ihr. Danach erschienen regelmäßig vor allem ihre religiös orientierten Texte im Gemeindeblatt.
1934 war sie aktives Mitglied im vorbereitenden Ausschuss für die Gründung einer jüdischen Schule (u. a. zusammen mit Jenny Schaffer-Bernstein). Sie verstand sich selbst als „religiöse Zionistin“ und unterstützte sozial Schwache. Im Alter von 44 Jahren verstarb Anna Joachimsthal-Schwabe am 2. Februar 1937 in der Charite in Berlin. Nach der Einäscherung im Krematorium Dresden am 6. Februar 1937 wurde ihre Urne auf dem Neuen israelitischen Friedhof in Dresden bestattet. Ihr Ehemann Hans Joachimsthal und Tochter Erika, später verheiratete Seymour, emigrierten 1939 nach Großbritannien. Tochter Ruth lebte zuletzt in Israel.
Erst kurz vor Annas Lebensende war die Herausgabe eines schmalen Bändchens mit 65 Gedichten in Vorbereitung. Das Buch erschien schließlich posthum 1937 beim Philo-Verlag in Berlin, eine zweite Auflage veröffentlichte ihr Ehemann in London.